# 厚木神社
厚木神社（あつぎじんじゃ）は、神奈川県厚木市にある神社。旧称は牛頭天王社と称し、厚木村の鎮守であった。1873年（明治6年）に熊野神社と船喜多神社を合祀して、厚木神社と名称を改めた。かつて祭礼は旧暦の6月6日から7日間にわたって行われていたが、後に7月第3土・日曜日に行われている。

## 歴史
『新編相模国風土記稿』によれば旧称は牛頭天王社と称し、厚木村の鎮守であった。1902年（明治35年）2月の『郷社厚木神社御由緒調査書』では、創建は天延年間で、当時の太政大臣であった藤原伊尹が創建したといわれているが、伊尹は972年（天禄3年）11月1日に死去しているため、実際の創建時期はそれより前と推定される。
創建の地はさらに西方の場所で、現在の栄町二丁目の国道246号沿いに勧請されたといい、1969年（昭和44年）に石祠が再建されている。その地は水害が多い場所であったことから、承徳年間に現在の地に移転したと伝わる。1618年（元和4年）再建の棟札が所蔵されている。鎌倉時代には、那須与一が眼病の治癒を願って参拝したと伝えられる。
神体は石で、別当寺は智音寺であった。1716年（正徳6年）の例祭を行ったときに、相模川で神体を清めているときに誤って神体を流失した。失われた神体は翌年夢告によって発見され、戻された。1728年（享保13年）、この地は下野国烏山藩の所領となって、神社の脇に厚木陣屋が設けられた。そのことから、政治および経済の中心地として栄え、小田急小田原線の開通までは「厚木」といえばこの地を指すほどで、大山詣りの講中や相模川を用いた舟運の中継地として賑わいを見せた。
「天王様」と呼ばれて郷土安泰や氏子守護の神として信仰されていたが、明治維新に伴う神仏分離によって、1873年（明治6年）に熊野神社と船喜多神社を合祀して、厚木神社と名称を改めた。ただし、昭和期に入っても旧称の天王社が併用されていた。
1897年（明治30年）に厚木町の大火災で本殿が焼失した。1921年（大正10年）に本殿の再建に着手し、1922年（大正11年）には上棟式が行われた。しかし、関東大震災による激震と火災の被害を受けて全焼した。神社の周囲にあって地域の中心として繁栄していた1,000戸あまりの建物も全半壊して、ほぼ全滅状態となった。
1927年（昭和2年）7月に、八王子の宮大工・小町小三郎の指導により権現造の社殿が再建された。拝殿は入母屋造、本殿は神明造である。半原宮大工を継承する厚木の宮師・河内福賢が設計を監督し、建築は厚木の太子講中が引き受けた。
2016年（平成28年）9月、埋もれていた震災遺構（倒壊した鳥居の石柱など）を正面入り口に再建した。高さ約1.6メートルの折れた柱に「大震災倒壊記念」と刻まれていたが、いつ、どのような経緯で設置されたかは不明とされる。2012年（平成24年）、偶然に発見されたものを掘り出して関係者が協議の上で改めて再建したものである。
2014年（平成26年）4月20日の夜に放火され、神楽殿と近隣の民家2軒が全焼した。
祭神は健速須佐之男命、五十猛命、奇稲田比売命、予母津事解男命、伊弉冉命、速玉男命、大名牟遅命である。この神社の氏子は、旧厚木町地区全域の住民である。

## 境内

### 境内にある御社殿及び主要建物
本殿
神明造銅板葺　間口 九尺、奥行 九尺
幣殿
切り妻　間口 三間半、奥行 三間
拝殿
千鳥破風両袖付流造銅板葺　間口 三間半

### 境内社
稲荷社
鎌倉時代よりあったと伝えられ、宝永年間に別当智音寺の僧高観が中興したが、関東大震災によって鳥居を残すのみとなる。その後、1933年（昭和8年）2月に現在の社殿が再建された。間口三尺、奥行四尺の切妻流造、棟梁は宮師・河内福賢である。
水神宮

### その他
- 倉庫（神輿を収蔵）
- 神輿
  - 1934年（昭和9年）に宮師・河内福賢により新調された[18]。2022年春から補修され、2023年7月の例大祭では町を練り歩いた[20]。
- 鳥居
  - みかげ石造、明神型、高さ 4メートル、間口 3.8メートル
- 石灯籠
- 水舎、水鉢
  - 正面 鴨嘴祇園守の紋と漱槃
  - 右面 別当智音寺現住応賢覚成代世話人和泉屋久右衛門石工秋元忠治郎重信
  - 左面 天明三年卯十一月想像今茲嘉永六年丑十一月再修焉東都堀留花沢六兵衛
- 石碑
  - 西征戦役二卒之碑
  - 忠魂碑 - 1920年（大正9年）建立
  - 支那事変・大東亜戦戦歿者名碑 - 1972年（昭和42年）建立

## 祭礼

### 例祭
- 明治初年以前は、旧暦の6月6日から7日間にわたって行われていた[1]。現在は7月第3土日両日である[5]。

### その他祭儀
- 8月第一土・日曜日 - 鮎まつり[7]

1936年（昭和11年）頃には、以下の祭儀が行われていたことが記録に残されている。
- 1月1日 - 四方拝
- 2月17日 - 祈念祭
- 7月14〜17日 - 例祭（14日に宵宮、15日に正祭、17日に神輿還御）
- 9月 秋分の日 - 秋季皇霊祭（鎮魂祭であり昭和19年まで継続）
- 11月23日 - 新嘗祭

## 参考画像

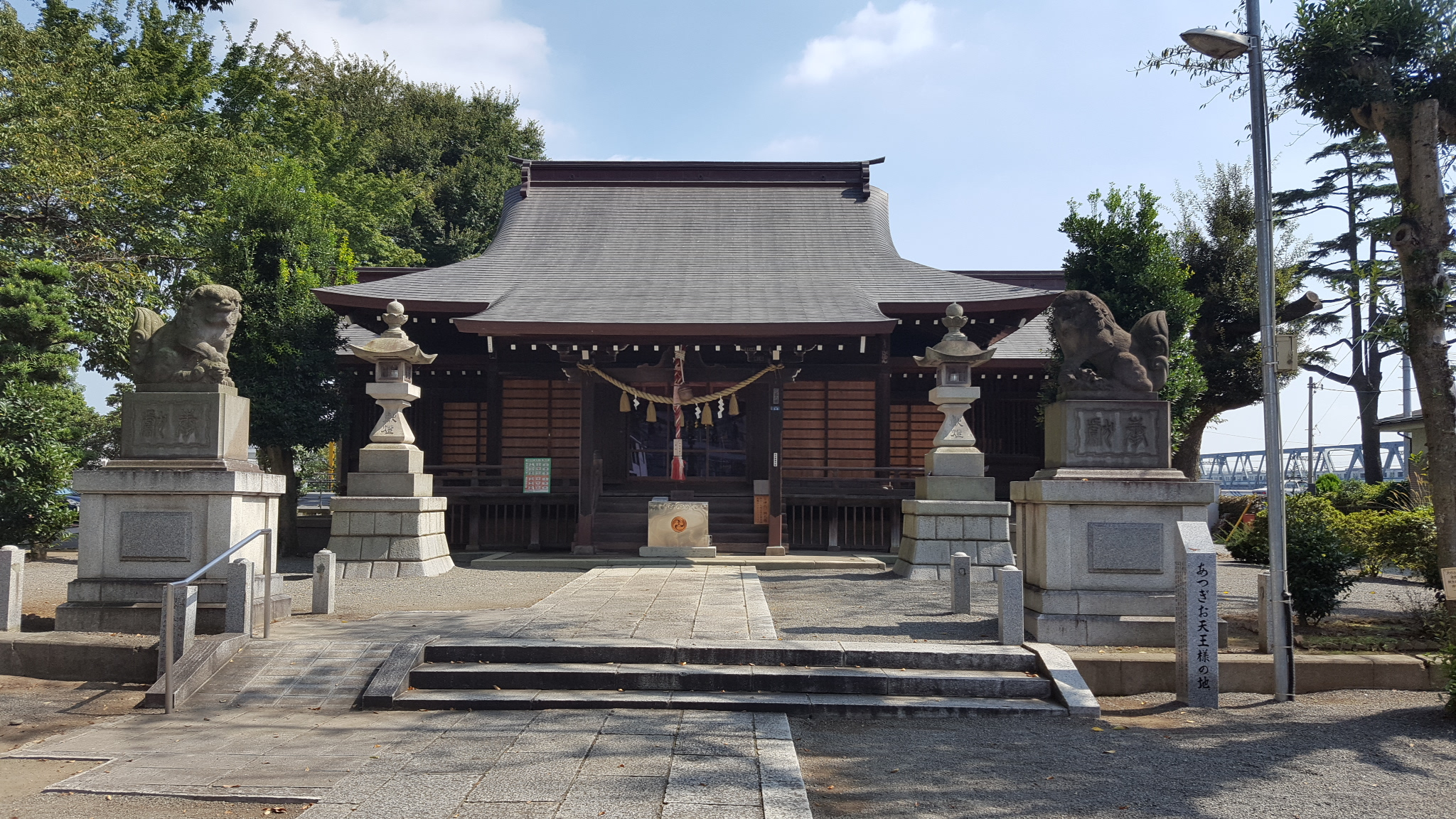
拝殿
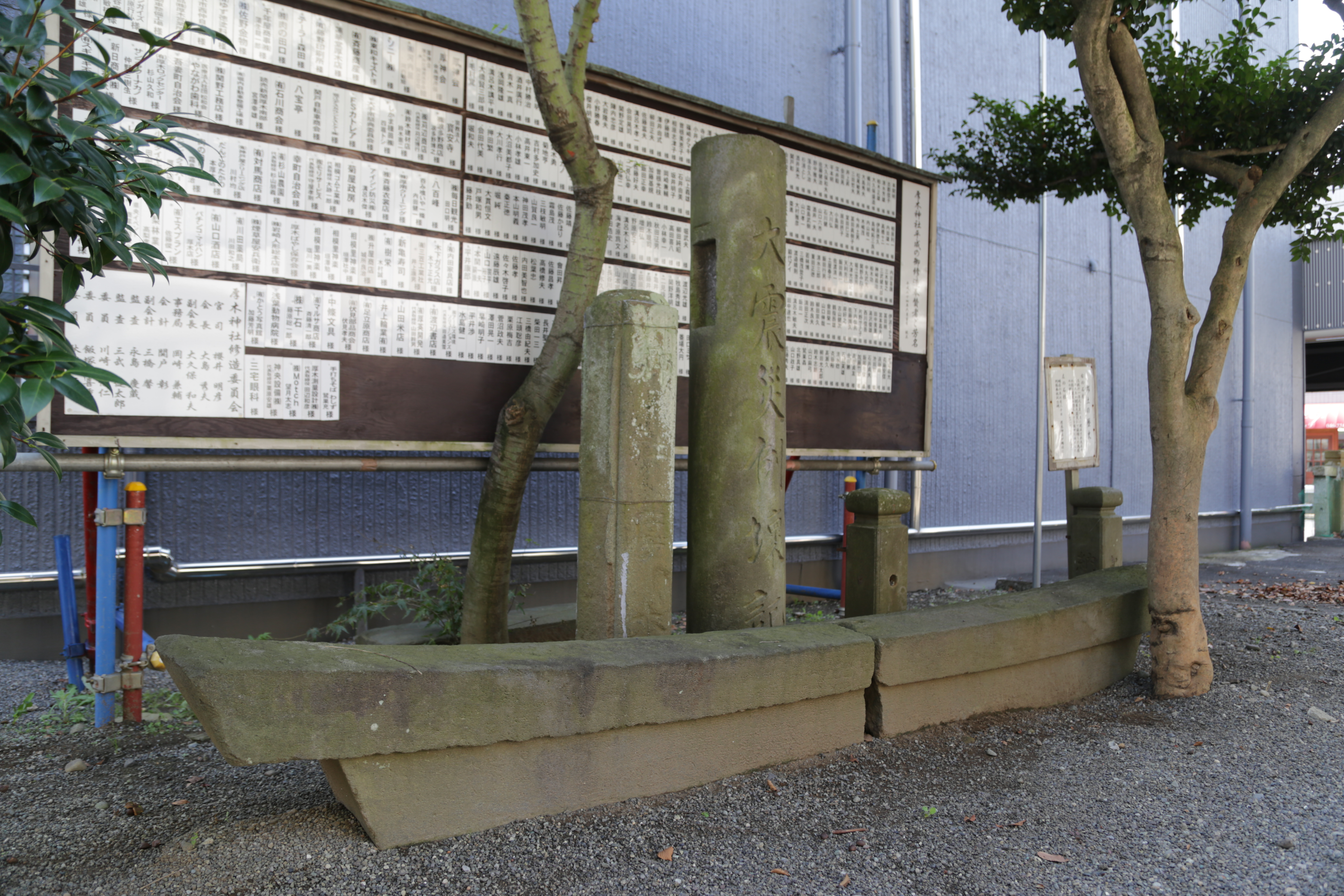
関東大震災で倒壊した鳥居
手水鉢
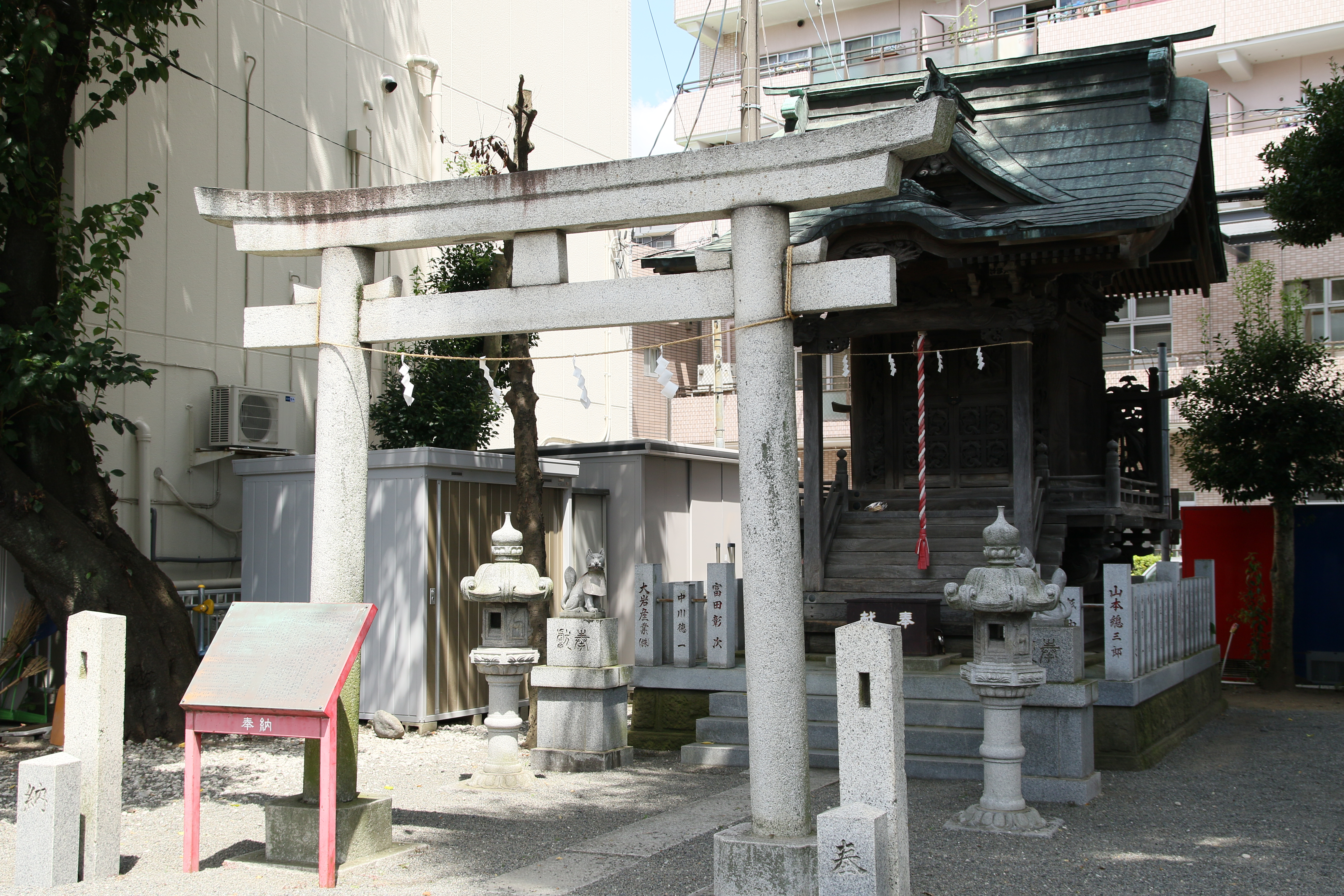
境内社の稲荷社
石碑

## 交通アクセス
- 鉄道
  - 小田急小田原線本厚木駅から徒歩8分[7]